# Арві

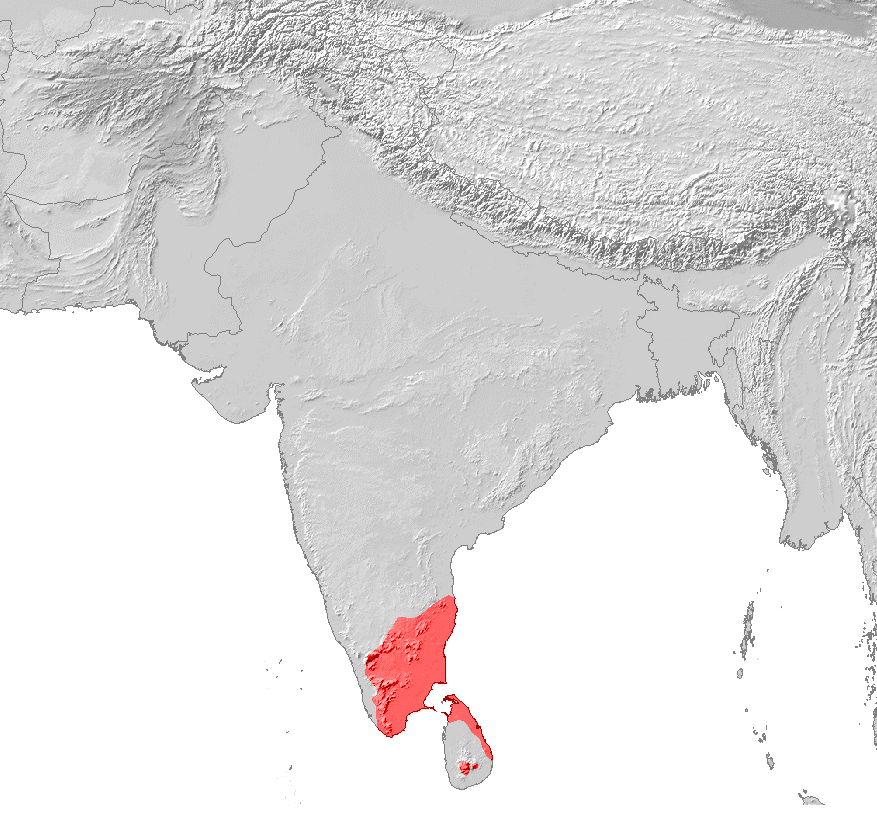
Поширення тамільської мови в Індії та Шрі-Ланці

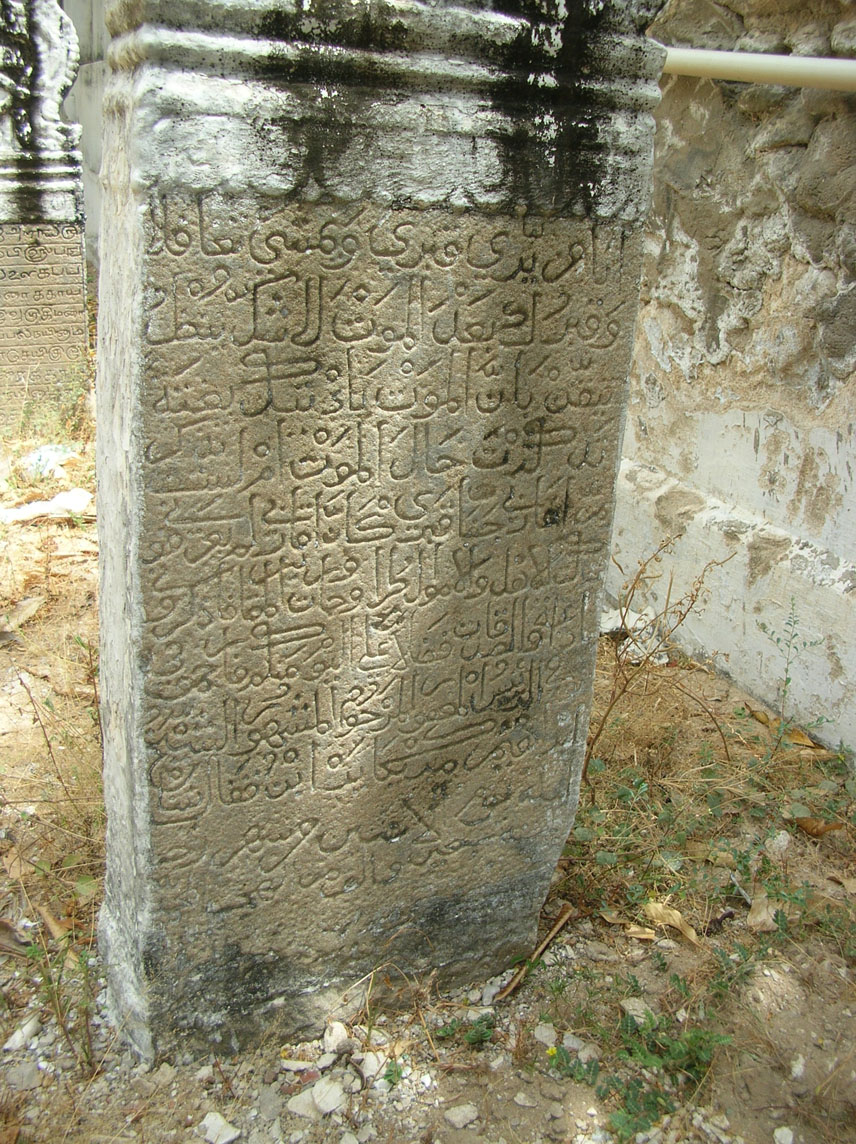
Надгробок з нанесеним на ньому написом арабською абеткою арві. Кілакараі, штат Таміл Наду, Індія.

Арві (அரபு-தமிழ் arabu-tamil) — арабське письмо, пристосоване для запису тамільської мови. Арві використовувалось тамільськими мусульманами в штаті Таміл Наду (Індія) та в Шрі-Ланці.

## Історична довідка[1]
Письмо арві виникло внаслідок торгових взаємин арабських купців з місцевими тамільськими мусульманами. Письмо арві (як і мова арві, яка є арабізованою тамільською) було своєрідним містком, поєднуючим тамільську та арабську мови. Письмом арві почали користуватися з 8 століття н. е.; і виникло воно як на південно-східному узбережжі Індії (Каялпатанам), так і на південно-західному узбережжі Шрі-Ланки. Письмом і мовою арві написано багато поетичних та прозових творів. Твори торкалися багатьох тем: архітектура, астрономія, тлумачення Корану, словники, ісламське право, історія, медицина, спорт, садівництво, містицизм, сексологія, життєписи та інші. Освічені жінки, що знали мову й письмо арві, брали участь у медичній та освітній діяльності, і навіть у політиці. Також абеткою арві написано багато хадісів.

## Букви абетки арві[2]

### Букви для приголосних
| Тамільське письмо | МФА                     | Арві (арабське письмо)            |
| ----------------- | ----------------------- | --------------------------------- |
| க்                 | [k], [ɡ], [x], [ɣ], [h] | ك‎ або ࢴ‎ (зображення)              |
| ங்                 | [ŋ]                     | ࢳ‎ (зображення)                    |
| ச்                 | [t͡ʃ], [d͡ʒ], [ʃ], [s]    | چ‎ інші варіанти: س‎ ش‎ ج‎            |
| ஞ்                 | [ɲ]                     | ݧ‎ інші варіанти: ࢳ‎ (зображення) ن‎ |
| ட்                 | [ʈ], [ɖ], [ɽ]           | ڊ‎                                 |
| ண்                 | [ɳ]                     | ڹ‎                                 |
| த்                 | [t̪], [d̪], [ð]           | ت‎ інші варіанти: ث‎ ذ‎              |
| ந்                 | [n̪]                     | ن‎                                 |
| ப்                 | [p], [b], [β]           | ڣ‎ інші варіанти: ف‎                |
| ம்                 | [m]                     | م‎                                 |
| ய்                 | [j]                     | ي‎                                 |
| ர்                 | [ɾ]                     | ڔ‎ інші варіанти: ر‎                |
| ல்                 | [l]                     | ل‎                                 |
| வ்                 | [ʋ]                     | و‎                                 |
| ழ்                 | [ɻ]                     | ۻ‎                                 |
| ள்                 | [ɭ]                     | (зображення) інші варіанти: ۻ‎     |
| ற்                 | [r], [t], [d]           | ر‎ інші варіанти: ڔ‎                |
| ன்                 | [n]                     | ن‎ іноді: ڹ‎                        |

| Тамільське письмо | МФА              | Арві (арабське письмо) |
| ----------------- | ---------------- | ---------------------- |
| ற்ற்                | [rː], [tː], [dː] | ڔّ‎ تّ‎                    |
| ட்ட்                | [ʈː], [ɖː], [ɽː] | ڍ‎                      |

- Буква  ще не внесена в Юнікод.

### Букви для голосних
| Тамільське письмо. Незалежні знаки для голосних | Тамільське письмо. Залежні знаки для голосних | МФА      | Арві. Написання окремо та на початку слова | Арві. Написання в середині та в кінці слова |
| ----------------------------------------------- | --------------------------------------------- | -------- | ------------------------------------------ | ------------------------------------------- |
| அ                                               |                                               | [ʌ]      | اَ‎                                          | َ◌                                           |
| ஆ                                               | ா                                              | [a:]     | اٰ‎                                          | ا َ◌                                         |
| இ                                               | ி                                              | [i]      | يِ‎                                          | ِ◌                                           |
| ஈ                                               | ீ                                              | [i:]     | يِي‎                                         | ي ِ◌                                         |
| உ                                               | ு                                              | [u], [ɯ] | اُ‎                                          | ُ◌                                           |
| ஊ                                               | ூ                                              | [u:]     | اُو‎                                         | و ُ◌                                         |
| எ                                               | ெ                                              | [e]      | يࣣ‎ (зображення)                             | ࣣ◌ (зображення)                              |
| ஏ                                               | ே                                              | [e:]     | يࣣي‎ (зображення)                            | ي ࣣ◌ (зображення)                            |
| ஐ                                               | ை                                              | [ʌj]     | اَي‎                                         | ي َ◌                                         |
| ஒ                                               | ொ                                              | [o]      | اٗ‎                                          | ٗ◌                                           |
| ஓ                                               | ோ                                              | [o:]     | اٗو‎                                         | و ٗ◌                                         |
| ஔ                                               | ௌ                                              | [ʌʋ]     | اَو‎                                         | و َ◌                                         |